# Kagara
Kagara est une ville du Nigeria, dans l'État de Niger, chef-lieu de la zone de gouvernement local de Rafi.

## Politique
La ville se trouve dans la circonscription sénatoriale Niger South. Elle est aussi le siège de l'Émirat de Kagara, qui, à l'instar des Émirats de Minna et de Suleja, est une entité politique aspirant à une reconnaissance au niveau local (État) si ce n'est au niveau fédéral (national).
Au début de l'année 2010, le gouvernement de l'État a limogé le président de la zone de gouvernement local et institué une commission d'enquête pour vérifier les activités financières du conseil de la zone au cours de son mandat. En décembre 2010, la Haute Cour de Minna a ordonné sa réintégration.

## Économie
La ville possède une usine de talc.
La construction d'un barrage a été entamée en 1978 pour un montant de 5 milliards de nairas.
L'Université fédérale de technologie de Minna a effectué l'évaluation d'impact environnemental pour le compte de l'Upper Niger River Basin and Rural Development Authority (UNRA). En 2016, il n'est toujours pas totalement achevé.

## Site archéologique
Des vestiges datant de l'âge du fer, appartenant à la culture de Nok ont été trouvés à Kagara, qui se situe dans le nord-ouest de la zone d'influence de cette culture.